# Mark Byrnes
Mark John Byrnes (* 8. Februar 1982 in Sydney) ist ein ehemaliger australischer Fußballspieler.

## Karriere

### Verein
Byrnes kam 1999 aus dem NSW Institute of Sport zu Parramatta Power in die National Soccer League. In jener Saison absolvierte er 22 Spiele für Parramatta, in denen er zwei Tore erzielen konnte.
Im Januar 2001 wechselte er zum österreichischen Bundesligisten SV Austria Salzburg. Sein Debüt in der Bundesliga gab er im März 2001, als er am 24. Spieltag der Saison 2000/01 gegen die SV Ried in der Startelf stand. Insgesamt absolvierte Byrnes sieben Spiele für Austria Salzburg in der Bundesliga, in denen er ohne Treffer blieb. Zwischen 2001 und 2002 stand er kurzzeitig in Italien bei Vicenza Calcio unter Vertrag, für das er jedoch zu keinem Einsatz kam.
2002 kehrte er nach Australien zurück und wechselte zu Sydney Olympic, für das er bis Jahresende acht Spiele in der NSL absolvierte. Im Januar 2003 wechselte er zum Ligakonkurrenten Perth Glory. Mit Perth Glory wurde er 2003 und 2004 Meister.
Im Sommer 2004 wechselte Byrnes nach Finnland zum FC Hämeenlinna. Sein erstes Spiel für Hämeenlinna in der Veikkausliiga bestritt er im Juli 2004 gegen den FF Jaro. Seinen ersten Treffer in der höchsten finnischen Spielklasse erzielte er im August 2004 bei einem 2:2-Remis gegen den FC Jazz Pori. Zu Saisonende stieg er mit Hämeenlinna als Tabellenletzter aus der Veikkausliiga ab.
Daraufhin kehrte er 2005 nach Australien zurück, wo er in die neu gegründete A-League zu Melbourne Victory wechselte. Im September 2005 absolvierte er gegen Perth Glory sein erstes Spiel in der A-League. Seinen ersten Treffer erzielte er im Februar 2006 bei einem 2:1-Sieg gegen die New Zealand Knights.
2007 wechselte Byrnes zum Zweitligisten Richmond SC. 2009 schloss er sich den APIA Leichhardt Tigers an. Zwischen September und Oktober desselben Jahres war er kurzzeitig an den A-League-Verein Gold Coast United verliehen, für den er jedoch nur zu einem einminütigen Einsatz kam. Nach dem Ende der Leihe kehrte er zu den APIA Leichhardt Tigers zurück, für die er bis zu seinem Karriereende spielte.

### Nationalmannschaft
Byrnes erreichte 1999 mit der australischen U-17-Auswahl bei der Weltmeisterschaft das Finale. 2001 nahm er mit der U-20-Mannschaft an der WM teil, bei der man das Achtelfinale erreichte.

## Erfolge
Perth Glory
- Australischer Meister: 2002/03, 2003/04

Melbourne Victory
- Australischer Meister: 2006/07